# Limenitis leucoptera
Limenitis leucoptera är en fjärilsart som beskrevs av Hans Fruhstorfer 1915. Limenitis leucoptera ingår i släktet Limenitis och familjen praktfjärilar. Inga underarter finns listade i Catalogue of Life.